# Pierluigi Bertazzo
Pierluigi Bertazzo (Pieve di Cadore, 29 dicembre 1953) è un bobbista italiano, atleta attivo negli anni settanta.